# هيرواكي دوي
هيرواكي دوي (باليابانية: 土井宏昭؛ بالكانا: どい ひろあき) هو منافس ألعاب قوى ياباني، ولد في 2 ديسمبر 1978 في تشيبا في اليابان.

## وصلات خارجية
- هيرواكي دوي على موقع الاتحاد الدولي لألعاب القوى (الإنجليزية)